# Bendiganahalli, Anekal
Bendiganahalli là một làng thuộc tehsil Anekal, huyện Bangalore Urban, bang Karnataka, Ấn Độ.